# Ягодное (Добрушский район)
Ягодное (бел. Я́гаднае) — упразднённый посёлок в Добрушском районе Гомельской области Беларуси. Входит в состав Васильевского сельсовета.
Ныне урочище Ягодное.

## География

### Расположение
В 30 км на юго-восток от районного центра Добруш, в 53 км от Гомеля, в 10 км от железнодорожной станции Тереховка, расположенной на линии Гомель — Бахмач.
Ближайшие населённые пункты Борщовка, Васильевка, Знамя и др.

## Транспортная система
Транспортная связь по автомобильной дороге, связывающей посёлок с Добрушем. Далее по просёлочной дороге.

## История
17 февраля 1972 года посёлок упразднён. Жители переселились в деревню Знамя Кузьминичского сельсовета и деревню Васильевка Васильевского сельсовета.